# سباستيان بيريرا
سباستيان بيريرا (بالإسبانية: Sebastián Pereyra)‏ هو لاعب كرة قدم أوروغواياني في مركز حراسة المرمى، ولد في 28 أبريل 1975 في مونتفيدو في الأوروغواي. لعب مع Deportivo Madryn ‏.

## وصلات خارجية
- سباستيان بيريرا على موقع قاعدة بيانات كرة القدم.إي يو (الإنجليزية)
- سباستيان بيريرا على موقع Soccerway.com (الإنجليزية)